# Dana van Dreven
Dana van Dreven, känd under namnet DJ Lady Dana, född 8 juli 1974, är en nederländsk musikproducent och DJ inom elektronisk dansmusik.
DJ Lady Dana började som DJ 1993 och har under sin karriär laborerat med många olika stilar, bland annat hardstyle och hardcore techno. DJ Lady Dana har besökt Sverige flera gånger.